# Xã Lancaster, Quận Lancaster, Pennsylvania
Xã Lancaster (tiếng Anh: Lancaster Township) là một xã thuộc quận Lancaster, tiểu bang Pennsylvania, Hoa Kỳ. Năm 2010, dân số của xã này là 16.149 người.